# Walter-Ulrich Behrens
Walter-Ulrich Behrens (1902 – 24 août 1962),, est un chimiste et statisticien allemand qui a co-découvert avec Ronald Fisher le problème de Behrens-Fisher et la loi de Behrens-Fisher.